# Francisco Badía

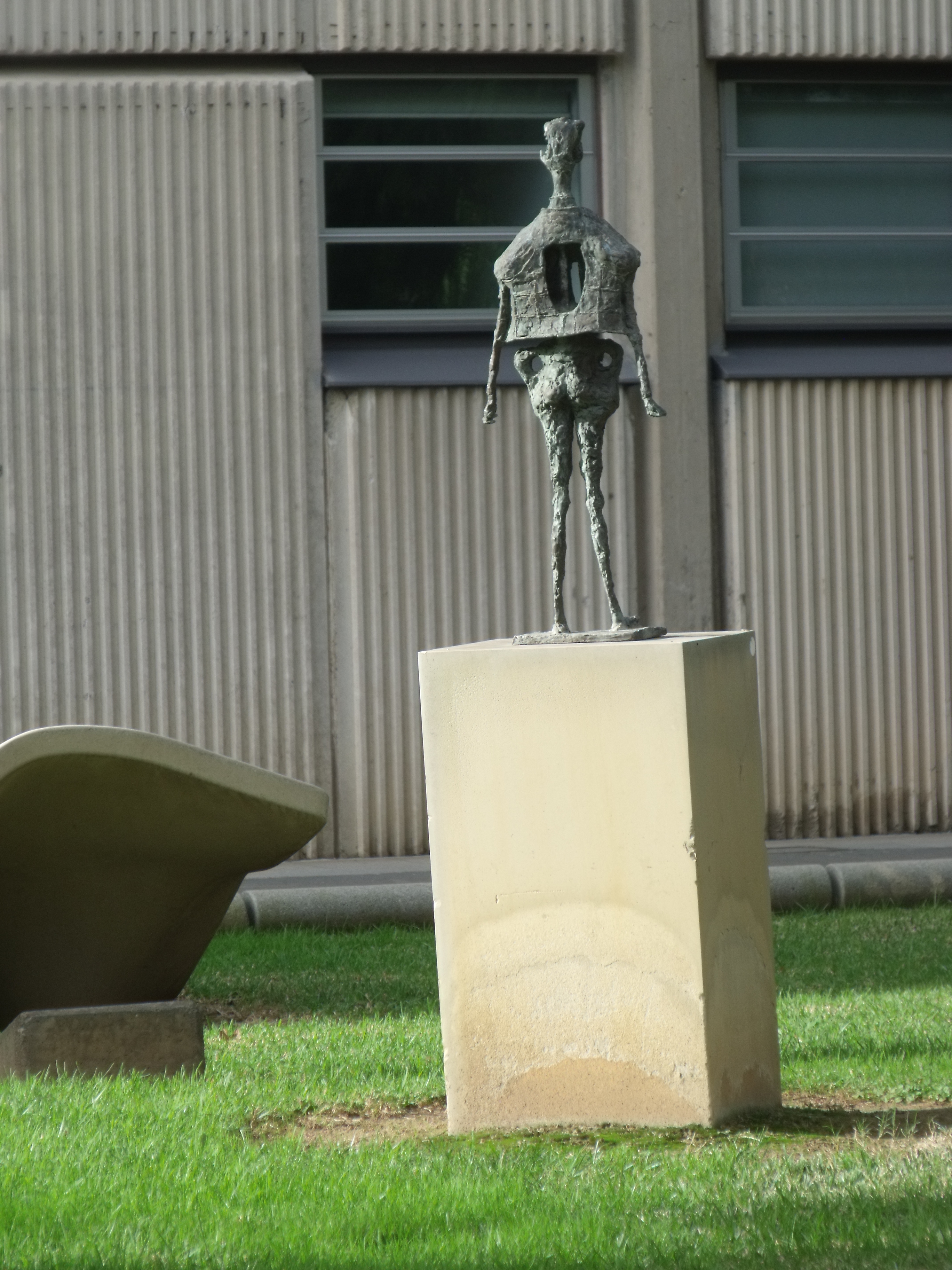
Escultura de Badía en el Campus de Vera (Universidad Politécnica de Valencia).

Francisco Badía (Foyos, Valencia, 1906 – Santa Eulalia del Río, 2000) fue un escultor español, con una amplia obra en bronce pequeño, escayola, terracota y madera.
Nacido en la localidad valenciana de Foios, Francisco Badía Plasencia estudió en la Academia de Bellas Artes de San Carlos, donde llegaría a tomar contacto con Josep Renau, Rafael Pérez Contel y los hermanos Arturo y Vicente Ballester Marco. En esa línea vanguardista militó en el partido comunistas, en «Acció d'Art» y en la Unión de Artistas e Intelectuales, trabajando como cartelista de la Segunda República Española durante la guerra civil en su taller instalado en el convento de San Gregorio de Russafa.
En 1939, al concluir la contienda, fue apresado, juzgado y condenado, permaneciendo cuatro años en la Cárcel Modelo de Valencia. Se exilió a París, donde desarrolló en su obra una síntesis de expresionismo y estética surrealista, en la línea de artistas como Giacometti y Germaine Richier. La Universidad Politécnica de Valencia montó en 2001 una antológica de su obra entre 1939 y 2000.
También tiene dedicada una plaza en su pueblo natal, y un centro escolar, concretamente el Instituto de Educación Secundaria Escultor en Francesc Badia.